# 10.ª Região Militar
A 10.ª Região Militar (10.ª RM), ou Região Martim Soares Moreno, é uma das doze regiões militares do Exército Brasileiro, sediada em Fortaleza, Ceará e subordinada ao Comando Militar do Nordeste. Abrange os estados do Ceará e Piauí, com responsabilidades tanto administrativas quanto de comando de tropas.

## História

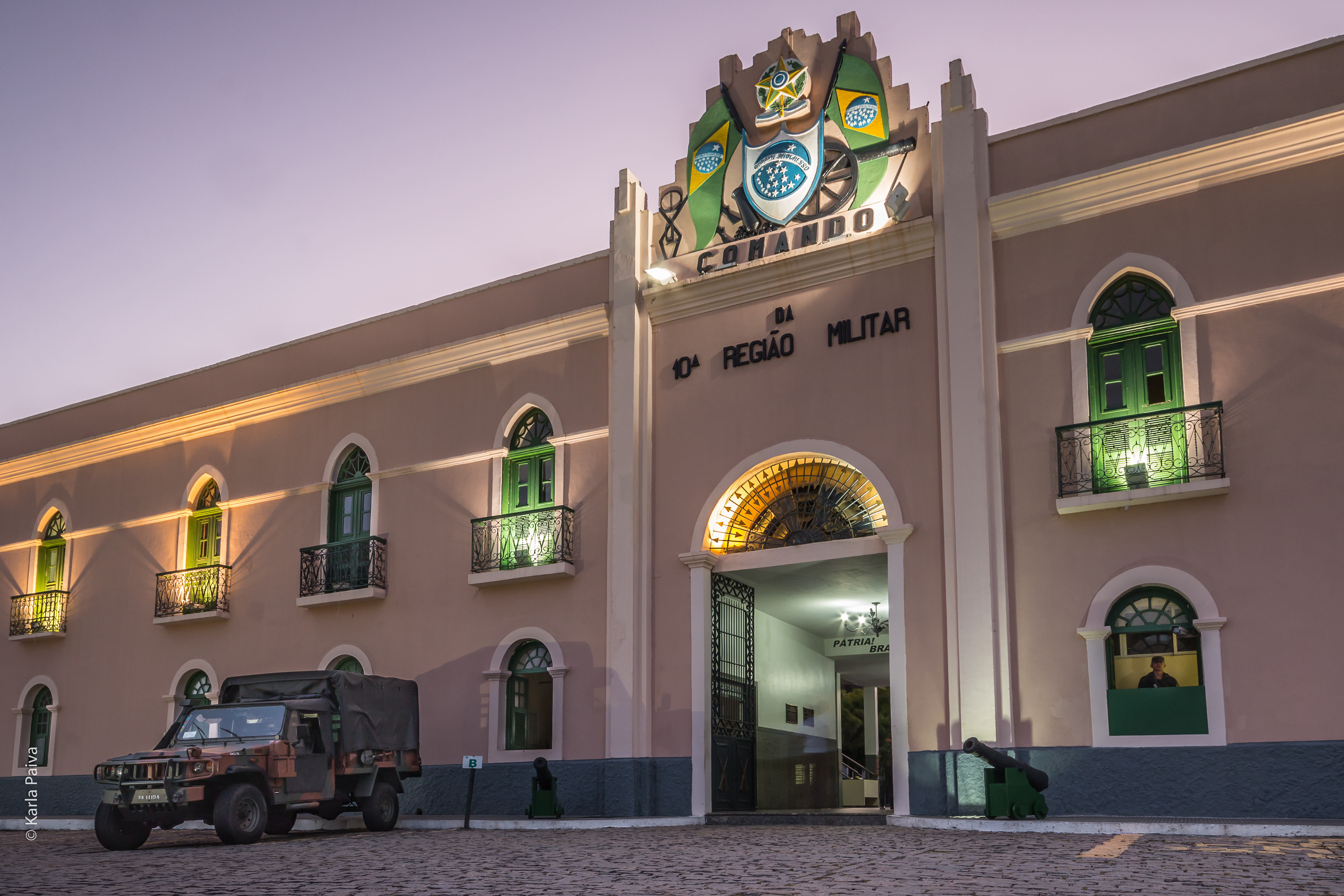
Fachada da sede, na Fortaleza de Nossa Senhora da Assunção

O embrião da organização é a 3ª Brigada da 7ª Divisão de Infantaria, do Recife, criada em 1942, durante a Segunda Guerra Mundial, para agrupar as unidades existentes nas capitais dos estados mais setentrionais (Maranhão, Ceará e Piauí) da 7ª Região Militar. Composta do 23º e 29º Batalhões de Caçadores (BCs) de Fortaleza, 25º de Teresina, 24º de  São  Luís e II Grupo do 5º Regimento de Artilharia Divisionária de  Costa, fazia parte da defesa do litoral nordestino, mas sofria com a falta de mobilidade, efetivos e material. A pedido do general Mascarenhas de Moraes, os três estados foram desmembrados para uma região militar própria, pois a 7ª RM era grande demais para administrar. A brigada foi extinta no mesmo dia da criação da 10ª RM.
O general cearense Humberto de Alencar Castelo Branco comandou a região de 1952 a 1954. Após estabelecer contatos políticos, foi convidado a ser um candidato de conciliação ao governo do estado, mas não aceitou. À época do golpe de Estado de 1964, estava com o general Almério de Castro Neves, integrante do dispositivo militar governista, mas ele estava de férias e os comandantes do 23º BC e 10º Grupo de Obuses garantiram a adesão ao golpe. Alguns oficiais queriam derrubar o governador Virgílio Távora, mas o general Joaquim Justino Alves Bastos, comandante do IV Exército, não permitiu. Por sua lealdade ao presidente deposto, o general Neves foi substituído por Aluísio Brígido Borba. Em 1967, 1.200 soldados da região fizeram um treinamento antiguerrilha na região do Cariri.
Em 2013, com a criação do Comando Militar do Norte, o Maranhão passou à jurisdição da 8ª Região Militar, sediada no Pará.

## Organização
As funções de uma Região Militar são administrativas e logísticas, mas a 10ª, como a 6ª, também comanda as forças combatentes no seu território. A criação de um 25ª Brigada de Infantaria Motorizada no Ceará, planejada no projeto Força Terrestre 90, não se concretizou.
| Organizações subordinadas                                  | Organizações subordinadas | Organizações subordinadas | Organizações subordinadas |
| Organização militar                                        | Abreviação                | Sede                      | Estado                    |
| ---------------------------------------------------------- | ------------------------- | ------------------------- | ------------------------- |
| Comando                                                    | Cmdo 10ª RM               | Fortaleza                 | CE                        |
| Companhia de Comando                                       | Cia Cmdo 10ª RM           | Fortaleza                 | CE                        |
| 23º Batalhão de Caçadores                                  | 23º BC                    | Fortaleza                 | CE                        |
| 25º Batalhão de Caçadores                                  | 25º BC                    | Teresina                  | PI                        |
| 40º Batalhão de Infantaria                                 | 40º BI                    | Crateús                   | CE                        |
| Parque de Manutenção / 10                                  | Pq R Mnt/10               | Fortaleza                 | CE                        |
| 52º Centro de Telemática                                   | 52º CT                    | Fortaleza                 | CE                        |
| 10º Depósito de Suprimentos                                | 10º D Sup                 | Fortaleza                 | CE                        |
| Hospital Geral de Fortaleza                                | H Ge Fortaleza            | Fortaleza                 | CE                        |
| 16ª Companhia de Polícia do Exército                       | 16ª Cia PE                | Fortaleza                 | CE                        |
| Colégio Militar de Fortaleza                               | CMF                       | Fortaleza                 | CE                        |
| 2º Batalhão de Engenharia de Construção                    | 2º BEC                    | Teresina                  | PI                        |
| 3º Batalhão de Engenharia de Construção                    | 3º BEC                    | Picos                     | PI                        |
| 10º Centro de Gestão, Contabilidade e Finanças do Exército | 10º CGCFEx                | Fortaleza                 | CE                        |
| Base Administrativa da Guarnição de Fortaleza              | B Adm Gu Fortaleza        | Fortaleza                 | CE                        |